# Cichlasoma tembe
Cichlasoma tembe és una espècie de peix de la família dels cíclids i de l'ordre dels perciformes.

## Morfologia
Els mascles poden assolir els 13,4 cm de longitud total.

## Distribució geogràfica
Es troba a la conca del riu Paranà: és una espècie de peix endèmica de l'Argentina.